# Garabos

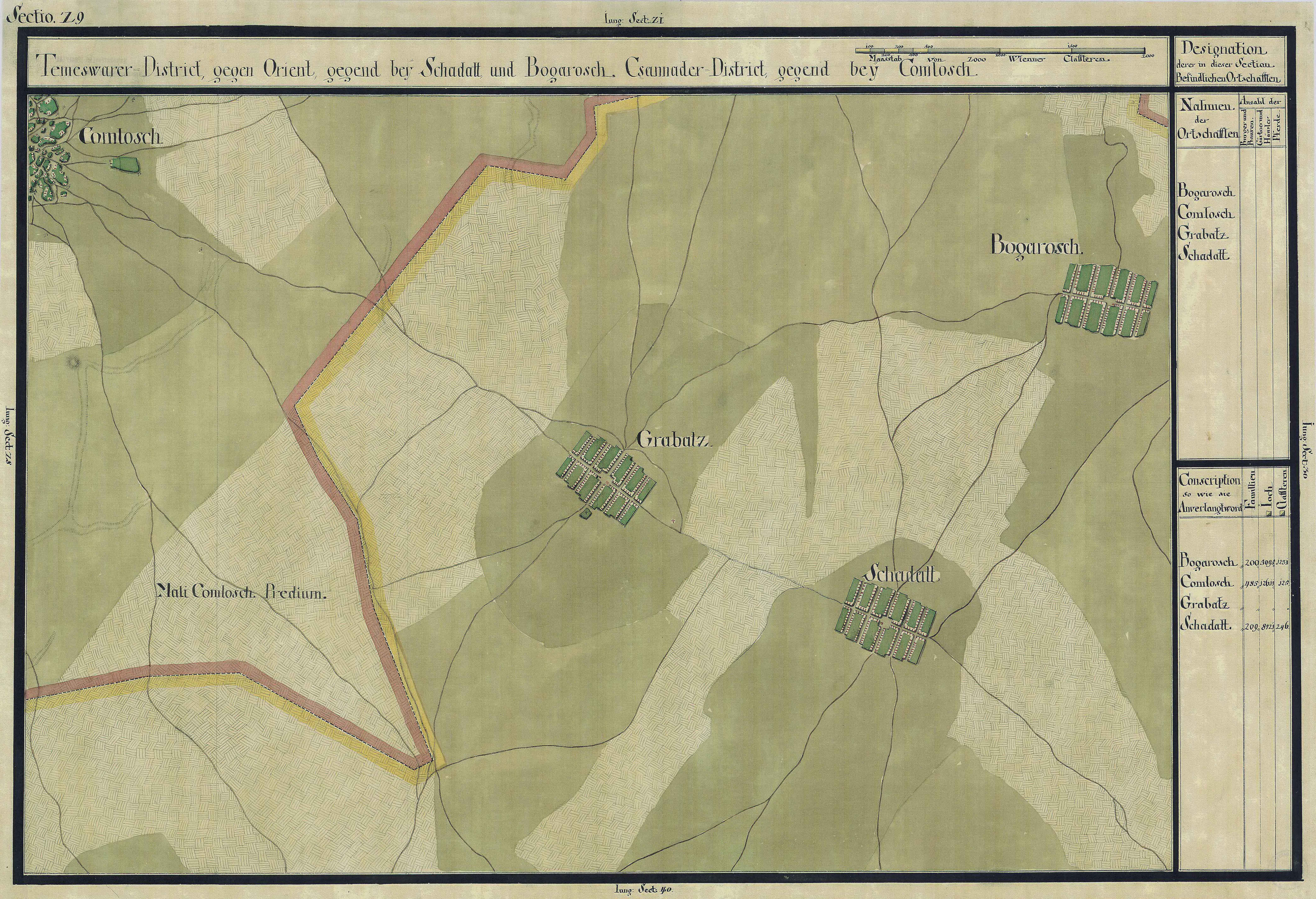
Garabos egy régi térképen

Garabos románul: Grabaț, település Romániában, a Bánságban, Temes megyében.

## Fekvése
Csatád (Lenauheim) mellett fekvő település.

## Nevének eredete
A község neve egy Gravacznak nevezett mezei birtoktól származik.

## Története
Garabos, Garabácz helységet 1764-ben telepítették Mária Terézia királynő rendeletére. A telepítést Hildebrand temesvári igazgatósági tanácsos intézte. Az első telepeket Hauptmann kamarai mérnök mérte ki, Hirsch Mátyás kincstári biztos pedig gondoskodott a házak felépítéséről. Első lakosai Elzászból, Lotharingiából, Württembergből és a Schwarzwaldból telepedtek le, voltak közöttük francia és cseh családok is. 1767-ben pedig Szakálház lakosai közül is 50 családot telepítettek ide. Az első települők között magyarok is voltak, de ezek is idővel nagyrészt elnémetesedtek. Az itteni római katolikus templom 1780-ban épült, 1803-ban pedig a régi iskola. 1832-ben új iskolát emeltetett a község.
1816-1817-ben vízáradások tették tönkre a község határát. 1831-ben az országszerte pusztító kolera itt csak kevés áldozatot követelt, 1836-ban azonban 175-en estek a kolerajárvány áldozatául.
1848-ban a község a közlegelőből jó darabot kihasíttatott, azt eladta házhelyeknek, hogy a befolyó pénzből katonákat állíthasson a honvédsereg részére. Az 1849. augusztus 5-6-án vívott szőregi és óbesenyői csaták után, augusztus 8-án a helység határán keresztülvonuló országúton a császári hadak a délutáni órákban utolérték a magyar sereg utócsapatát, csakhamar heves harc támadt, mely alkonyatig tartott.
A trianoni békeszerződés előtt Grabác Torontál vármegye Zsombolyai járásához tartozott. 1910-ben 2204 lakosából 1962 német, 58 magyar, 44 román, 137 cigány volt. Ebből 2137 római katolikus, 53 görögkeleti ortodox volt.

### Az első világháború után
1951-ben 224 bánáti sváb lakosát deportálták a Bărăganra.

## Nevezetességei
A falu szélén található az 1838-ban a pestisjárványban elhunytak emlékére állított emlékmű (Der Grabatzer Kalvarienberg). A romániai műemlékek jegyzékében a TM-IV-m-B-06333 sorszámon szerepel.